# Genazzano
Genazzano és un comune (municipi) de la ciutat metropolitana de Roma, a la regió italiana del Laci, a una altitud de 375 msnm. L'1 de gener de 2018 tenia 5.949 habitants.
Genazzano limita amb els municipis de Capranica Prenestina, Cave, Colleferro, Olevano Romano, Paliano, Rocca di Cave, San Vito Romano i Valmontone.

## Història

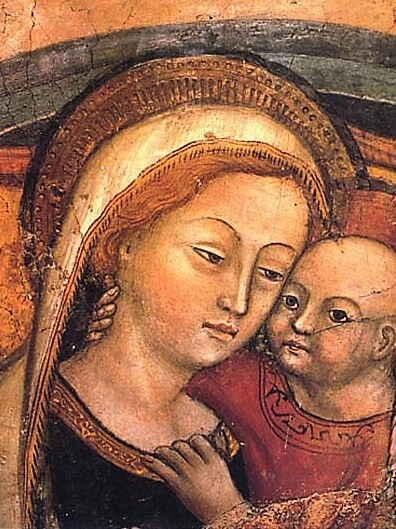
Fresc de la Madonna del Buon Consiglio.

El nom s'origina en el seu paper com a lloc de vacances de l'antiga gens romana Genucia. Al segle v, durant el regnat de Sixt III, la ciutat de Genazzano va aportar una gran part dels seus ingressos a la basílica romana de Santa Maria Maggiore. Al segle xi dC va ser un feu de la família Colonna, que des del seu Palau (castell) baronial va controlar la carretera de Nàpols a Roma. A finals del segle xv, es va convertir en feu de la família Borgia.

## Llocs d'interès
L'església de la Madonna del Buon Consiglio (Nostra Senyora del Bon Consell), construïda en reconeixement de la contribució de la ciutat a la basílica de Santa Maria Maggiore de Roma, i encomanada el 1356 a la Ordre dels Agustins, conserva el fresc original de la Nostra Senyora del Bon Consell. Amb uns mides 40 per 45 cms, la imatge s'executa en una fina capa de porcellana no més gruixuda que una closca d'ou. Al llarg dels segles, les devocions a la Mare de Déu del Bon Consell van créixer entre sants i papes. Més que qualsevol altre papa, Lleó XIII estava profundament unit a aquesta devoció. Els petit escapulari de la Nostra Senyora del Bon Consell (l'escapulari blanc) va ser presentat pels Eremites de Sant Agustí al Papa Lleó XIII, que el desembre de 1893, el va aprovar i el va dotar d'indulgències. El 22 d'abril de 1903, aquest mateix papa incloïa la invocació "Mater boni consilii" a la lletania de Loreto.
A l'extrem meridional del poble hi ha un nimfeu construït a principis del segle xvi i atribuït a Donato Bramante.

## DOC Genazzano
La zona produeix vins blancs i negres amb la denominació d'origen Genazzano (Denominazione di Origine Controllata (DOC)).

## Persones il·lustres
Genazzano és el lloc de naixement de:
- Martí V, papa
- Vincenzo Vannutelli, cardenal
- Serafino Vannutelli, cardenal
- Scipione Vannutelli, gravador i pintor